# Гонзага, Луиджи Алессандро
Луи́джи Алесса́ндро Гонза́га (итал. Luigi Alessandro Gonzaga), или Луи́джи из Ка́стель-Гоффре́до (итал. Luigi di Castel Goffredo; 20 апреля 1494, Луццара, синьория Луццара — 19 июля 1549, Кастель-Гоффредо, маркграфство Кастель-Гоффредо) — основатель ветви Кастель-Гоффредо дома Гонзага; маркграф Кастель-Гоффредо, Кастильоне и Сольферино с 1495 по 1549 год, князь Священной Римской империи.
Кондотьер на службе Мантуанского и Урбинского герцогств, Венецианской республики, Папского государства и Священной Римской империи с 1515 по 1538 год. Участвовал во многих сражениях Итальянских войн.

## Биография

### Семья и ранние годы
Родился в Луццаре 20 апреля 1494 года. Второй сын и шестой ребёнок в семье Родольфо Гонзага, синьора Луццары, маркграфа Кастель-Гоффредо, Кастильоне и Сольферино и его второй супруги Катерины Пико, аристократки из рода Пико делла Мирандола, он был  крещён с именем Алессандро, но в семье все звали его Луиджи, или Алоизио. По отцовской линии приходился внуком мантуанскому маркграфу Лудовико III и Барбаре Бранденбургской, принцессе из дома Гогенцоллернов. По материнской линии был внуком Джанфранческо I, синьора Мирандолы и графа Конкордии и Джулии Бойардо, аристократки из рода Бойардо, графов Скандьяно. По материнской линии он также приходился племянником философу-гуманисту Джованни Пико делла Мирандола.
Отец Луиджи погиб в битве при Форново 6 июля 1495 года, сражаясь против армии французского короля Карла VIII. Мать была задушена 6 декабря 1501 года, после того, как её уличили во внебрачных сексуальных отношениях, в которых были замешаны также фрейлины вдовствующей маркграфини. Семилетнего Луиджи взял под своё покровительство двоюродный брат, мантуанский маркграф Франческо II Гонзага, который позаботился о хорошем образовании для кузена и защитил его владения от претензий со стороны Венецианской республики.  По семейной традиции юного аристократа, чьи отец и оба деда были кондотьерами, с ранних лет готовили к военной карьере.
Родольфо Гонзага правил феодами Кастель-Гоффредо, Кастильоне и Сольферино совместно с младшим братом, мантуанским епископом Лудовико. В 1511 году дядя Луиджи умер, но перед этим, нарушив соглашение с покойным братом, он тайно передал феоды Кастель-Гоффредо и Остиано во владение другому племяннику, тоже Лудовико, но из ветви Саббьонта и Боццоло. 21 января 1511 года этот Лудовико занял Кастель-Гоффредо, отправив в феод кондотьера Себастьяно д’Эсте. Жители Кастель-Гоффредо послали к нему в Гаццуоло четырёх представителей, которые поклялись в верности новому синьору. Но уже 30 января Луиджи вступил во владение Кастель-Гоффредо, Кастильоне и Сольферино, опираясь на помощь мантуанского маркграфа Франческо II, который взял на себя оборону его владений, отправив в феоды войска под командованием Алессио Беккагуто. Дело о владении над феодами рассматривалось при императорском дворе до 22 сентября 1513 года, когда в Мантуе, во дворце Сан-Себастьяно, было подписано соглашение о разделе земель между двоюродными братьями. В 1515 году император Максимилиан I подтвердил правление Луиджи над его феодами, и  в 1521 году его права также были подтверждены императором Карлом V.

### Кондотьер и дипломат
Боевое крещение Луиджи состоялось в октябре 1515 года во время обороны Азолы, где он сражался на стороне императора Священной Римской империи против армии Венецианской республики. В начале следующего года Луиджи поступил на службу к урбинскому герцогу Франческо Мария делла Ровере, который в то время находился в немилости у римского папы Льва X. С 1516 по 1520 год, выполняя поручения понтифика, он находился в разъездах между апостольской столицей и Французским королевством. В 1521 году в армии Папского государства под командованием двоюродного брата, мантуанского маркграфа Федерико II Гонзага, участвовал в осаде Пармы. В этой битве Луиджи был тяжело ранен в ногу, следствием чего стала пожизненная хромота. В апреле 1522 года в армии Священной Римской империи под командованием маркграфов Фердинанда и Альфонса д’Авалосов он участвовал в совершенном изгнании армии Французского королевства и их союзников с итальянской территории.
Затем Луиджи вернулся в Кастель-Гоффредо, откуда в мае 1523 года отправился в Испанское королевство, где до ноября того же года служил императору Карлу V в качестве камер-юнкера с ежегодным пансионом в тысячу дукатов. В начале 1524 года он поступил на службу в армию Венецианской республики, в то время бывшей союзницей империи. 24 февраля 1525 года участвовал в битве при Павии, окончившейся пленением французского короля Франциска I. Спустя несколько дней, французский король посетил Луиджи в его замке Пиццигеттоне под Венецией. Следующим вооружённым конфликтом, в котором участвовал Луиджи стала война Коньякской лиги. Осенью 1526 года, вместе с Джованни Медичи, по прозвищу Чёрные полосы, он участвовал в обороне Рима, после разграбления которого в мае 1527 года подал в отставку из армии Венецианской республики, в знак несогласия с методами главнокомандующего Франческо Мария делла Ровере. Поступил на службу к двоюродному брату, мантуанскому маркграфу Федерико II Гонзага, но находился в Кастель-Гоффредо, пока тот не наладил отношений с императором. Летом 1529 года Луиджи прибыл в Испанское королевство, чтобы обсудить поездку Карла V на итальянские территории. Итогом его дипломатической деятельности стал визит императора в феврале 1530 года в Мантую и возведение Федерико II Гонзага в герцогское достоинство.
Летом 1532 года Луиджи снова поступил на службу в армию Священной Римской империи, расположенную на границе с Османской империей для отражения готовившегося нападения на Венгерское королевство. Но нападения не произошло, и в октябре того же года он вернулся домой в составе итальянского корпуса. В августе 1533 года Луиджи снова прибыл в Испанское королевство с дипломатической миссией. Он просил Карла V признать маркграфство Монферрато за герцогом Мантуи. Спустя некоторое время его просьба была удовлетворена.
С годами здоровье Луиджи сильно пошатнулось. Напоминала о себе старая рана ноги. Частые приступы подагры ограничили его движение. Большую часть времени маркграф проводил сидя. Но несмотря на это, в 1536—1537 годах он участвовал в военных действиях на территории Пьемонта, которые вспыхнули после пресечения дома Сфорца и аннексии империй Миланского герцогства. Луиджи воевал на стороне императора против французского короля. С окончанием этой войны, он вернулся в Кастель-Гоффредо и больше не принимал непосредственного участия в вооруженных конфликтах.

### Меценат
Кроме военной и дипломатической деятельности, Луиджи Алессандро увлекался литературой и искусством. Он превратил Кастель-Гоффредо — столицу своего маркграфства в один из культурных центров на Апеннинском полуострове. С 1520 по 1532 год укрепил крепостные сооружения города и построил дворец с интерьерами в стиле Джулио Романо. Покровительствовал поэтам и писателям, которые жили при его дворе. Среди них самыми известными были Пьетро Аретино и Маттео Банделло. Сам Луиджи имел дар оратора. Он является автором нескольких комедий. Он также был признанным современниками экспертом по дуэлям. Его неоднократно приглашали в качестве третейского судьи для урегулирования споров чести между дворянами.

### Убийца?
Во второй сцене третьего акта трагедии  Шекспира «Гамлет» (1600—1601) есть вставная пьеса «Убийство Гонзаго»: «Это представление убийства, совершенного в Вене. Гонзаго имя герцога, жена его Баптиста…». Видимо, автор использовал историю смерти урбинского герцога Франческо Мария I, мужа Элеоноры Гонзага, кузины Луиджи Алессандро.
20 октября 1538 года герцог умер на своей вилле в Пезаро. Как предполагалось, он был отравлен, возможно, во время одного из своих посещений Венеции. Эта смерть и её обстоятельства широко обсуждалась в Италии и за её пределами.  Согласно опубликованным документам, после кончины герцога тело его было обследовано и следы яда найдены; цирюльника по приказу сына покойного Гвидобальдо II делла Ровере пытали, и под пытками он признался, что он сделал это по указанию Луиджи Гонзага и его свояка Фрегозо. Причины, зачем Луиджи мог заказать это убийство — неясны, хотя отношения между герцогом и Луиджи не были гладкими: за несколько лет до этого герцог воспротивился тому, чтобы венецианский Сенат дал Луиджи должность капитана пехоты, а Фрегозо — капитана кавалерии. К моменту же смерти герцога Луиджи уже стал генералиссимусом венецианской армии.
Луиджи Гонзага узнал об обвинениях Гвидобальдо, находясь далеко от места событий. Он резко отрицал свое участие, и ближайшие несколько лет были заняты попытками Гвидобальдо отомстить за отца, а Луиджи — найти защиту. В итоге новый герцог инициировал юридическое обвинение, а Луиджи нашел врача, который засвидетельствовал, что герцог умер не от яда, и воззвал к папе римскому; затем обе стороны обратились за правосудием к императору, затем Луиджи обратился к французскому королю. В итоге, спустя несколько лет такой переписки, Венецианская республика, где жил обвиняемый, отказала в открытии дела. Позже в склоку на стороне урбинского герцога включился Пьетро Аретино, заклеймивший Гонзага и Фрегозо, однако уже в письме от 1540 года он извинялся за то, что связал имена двух «таких достойных людей с преступлением мерзкого брадобрея». Те потребовали 100 тыс. компенсации за клевету. Гвидобальдо опять обратился к папе, который сказал, что ничего не может сделать. В 1541 году Фрегозо попал в плен правителю Милана маркизу дель Васто; сохранилось письмо от Гвидобальдо к маркизу, в котором он просит не убивать его, пока он не раскроет свою тайну. В плену Фрегозо умер. В 1543 году Гвидобальдо прекратил преследовать своего врага, умершего своей смертью в 1549 году.
Утверждают, что Луиджи Алессандро также участвовал в организации убийства в 1547 году пармского герцога Пьерлуиджи; он был посредником между заказчиком преступления Ферранте Гонзага и одним из заговорщиков, свояком Джованни Ангуиссола.

### Личная жизнь
Луиджи Алессандро был дважды женат. В июле 1519 года он сочетался первым браком с Джиневрой Рангони (ум. 1540), дочерью Бьянки Бентивольо и Никколо Рангони, графа Кастелькрешенте и Боргофранко, вдовой Джан Галеаццо да Корреджо-Висконти, графа Корреджо. С первой супругой маркграф прожил двадцать лет. Она умерла, не родив ему детей. В том же 1540 году в Пьяченце он сочетался вторым браком с Катериной Ангуисолла (ум. 13.12.1550), дочерью Анджелы Тедески и Джан Джакомо Ангуиссола, графа Ангуиссола, вдовой Андреа дель Борго. В этом браке у него родились три сына:
- Альфонсо (1541 — 7.5.1592), венецианский патриций, владелец и маркграф Кастель-Гоффредо (имперская инверститура с 1565 года), служил в армии испанского королевства во Фландрии, в августе 1567 года в Вандзагелло сочетался браком с Ипполитой Мадджи;
- Ферранте[итал.] (28.7.1544 — 13.2.1586), венецианский патриций, владелец и маркграф Кастильоне (имперская инвеститура с 1579 года), камер-юнкер испанского короля, кавалер ордена Алькантара с 1566 года, полковник инфантерии итальянского корпуса в армии испанского королевства, имперский комиссар в Валь-ди-Таро в 1578 году, губернатор маркграфства Монферрато в 1579 году, 11 ноября 1566 года в Мадриде сочетался браком с Мартой Тана;
- Орацио[итал.] (1545 — 13.1.1589), венецианский патриций, владелец и маркграф Сольферино (имперская инвеститура с 1565 года), в 1568 году сочетался браком с Паолой Мартиненго делле Палле.

### Поздние годы
Луиджи Алессандро Гонзага умер 19 июля 1549 в Кастель Гоффредо. Он был похоронен в капелле в церкви Богоматери Объединения. В 1595 году останки маркграфа перезахоронили в санктуарии Богоматери Милостивой в Куртатоне под Мантуей.

## В культуре
В фильме 2001 года «Великий Медичи: рыцарь войны» режиссёра Эрманно Ольми роль Луиджи Алессандро исполнил актёр Альдо Тоскано.

### Книги
- Berselli C.[итал.]. Castelgoffredo nella storia :  [итал.]. — Mantova, 1978. — 234 p.
- Brown C. M. I Gonzaga di Bozzolo :  [итал.]. — Mantova : Postumia, 2011. — 525 p. — ISBN 978-8-89-549011-3.
- Marocchi M. I Gonzaga di Castiglione delle Stiviere. Vicende pubbliche e private del casato di San Luigi :  [итал.]. — Verona : Rotary Club, Castiglione delle Stiviere e Alto Mantovano, 1990. — 699 p.
- Regonini R. I Gonzaga signori di Ostiano :  [итал.]. — Ostiano, 2001.
- Шекспир У. Действие третье // Гамлет / пер. Кронеберн Ан. Ив.. — СПб. : Брокгауз-Ефрон, 1902. — Т. III. — P. 79—144. — (Библиотека великих писателей).

### Статьи
- Bullough G. The Murder of Gonzago :  [англ.] // Modern language review : journal. — 1935. — № 4 (30). — С. 433—444. — JSTOR 3716252?seq=1.
- Magri N. Hamlet’s ‘The Murder of Gonzago’ in contemporary documents :  [англ.] // De Vere Society Newsletter : journal. — 2009. — № June. — С. 8—13.